# Aedes ecuadoriensis
Aedes ecuadoriensis är en tvåvingeart som beskrevs av Berlin 1969. Aedes ecuadoriensis ingår i släktet Aedes och familjen stickmyggor.
Artens utbredningsområde är Ecuador. Inga underarter finns listade i Catalogue of Life.